# 1944
|  | Denne artikel er om årstallet. Se 1944 (sang) for sangen af Jamala. |
| 1944                                                         |
| ------------------------------------------------------------ |
| Dødsfald - Fødsler                                           |
| • Begivenheder • Film • Litteratur • Musik • Politik • Sport |

| Gregoriansk kalender | 1944 MCMXLIV            |
| Ab urbe condita      | 2697                    |
| Armensk kalender     | 1393 ԹՎ ՌՅՂԳ            |
| Kinesiske kalender   | 4640 – 4641 癸未 – 甲申 |
| Etiopisk kalender    | 1936 – 1937             |
| Jødisk kalender      | 5704 – 5705             |
| Hindukalendere       |                         |
| - Vikram Samvat      | 1999 – 2000             |
| - Shaka Samvat       | 1866 – 1867             |
| - Kali Yuga          | 5045 – 5046             |
| Iransk kalender      | 1322 – 1323             |
| Islamisk kalender    | 1363 – 1364             |

Konge i Danmark: Christian 10. 1912-1947
Se også 1944 (tal)

## Begivenheder

### Januar
- Kaj Munks begravelse på Vedersø kirkegård d. 8. januar 19444. januar – Kaj Munk, henrettet af Gestapo
- 4. januar -  2. verdenskrig: Slaget om Monte Cassino indledes
- 6. januar – Sovjetiske tropper går ind i det tysk besatte Polen.
- 8. januar – Kaj Munk begraves på Vedersø kirkegård, under stor folkelig deltagelse.
- 10. januar – Den tyske besættelsesmagt i Danmark udfører den første kontrasabotage, da Studenterforeningen i København sprænges i luften. Der er rejst tvivl herom – se Diskussion.
- 11. januar – Galeazzo Ciano (Mussolinis svigersøn) bliver henrettet, da han blev anklaget for at have været en del af kuppet mod Mussolini, tilbage i juli, 1943.
- 17. januar - William James Sidis dør af hjerneblødninger
- 25. januar - Slaget om Monte Cassino i Italien begynder
- 27. januar – Tyskernes 880 døgn lange belejring af Leningrad i Sovjetunionen afsluttes
- 29. januar - sabotører fra BOPA trænger ind på virksomheden Nordwerk og sprænger virksomhedens kraftstation i luften
- 31. januar – Den tyske besættelsesmagt øver schalburgtage mod Palladiums filmatelier i Hellerup. Det skete blandt andet fordi danskerne demonstrativt boykottede biografer, der spillede tyske film.

### Februar
- 15. februar – Benediktinerklostret Monte Cassino (grundlagt 529) bliver totalt ødelagt af amerikanske bombefly.

### Marts
- 4. marts – Første bombninger af Berlin ved dagslys
- 9. marts - Sovjetiske luftbombardementer af Tallinn ødelægger 8.000 bygninger - omkring en trediedel af byen og henved halvdelen af boligerne. Omkring 800 blev dræbt og 25.000 bliver hjemløse
- 11. marts – Medlemmerne af Hvidstengruppen arresteres
- 11. marts - i Paris afsløres den franske læge Dr. Marcel Petiot som massemorder. Langt over 60 mennesker menes at være hans ofre
- Folk betragter en brand på Helsingør Skibsværft den 14. april 1944. Branden blev efterforsket som en mulig sabotage, men det kunne ikke fastslås, at det var tilfældet.15. marts – Andet forsøg på at tage Monte Cassino begynder.
- 17. marts – Aalborg Stiftstidende rammes af schalburgtage.
- 18. marts – Englænderne smider 3000 tons bomber under et luftangreb på Hamborg
- 31. marts - et voldsomt attentat mod Kinopalæet, Gl. Kongevej, Frederiksberg, ødelægger bygningen

### April
- 14. april - udbryder der storbrand på Helsingør Skibsværft. Først tror man der er tale om sabotage, men brandårsagen fastslås senere som været opstået ved et uheld

### Maj
- 8. maj - General Dwight D. Eisenhower fastsætter invasionsdagen (D-dag) af Frankrig til 5. juni 1944
- 9. maj - Russiske tropper tilbageerobrer Sevastopol
- 20. maj - officerer forsøger at snigmyrde Adolf Hitler - det mislykkes
- 24. maj - Islandske vælgere stemmer for uahængighed af Danmark
- 31. maj - medlemmerne af Hvidstengruppen overføres til "dødscellen" i Vestre Fængsel. De indsættes i celle 2, sammen med Viborggruppen, så der er i alt 18 mand i et rum på seks gange fire meter

### Juni
- 4. juni – de allieredes styrker går ind i Italiens hovedstad Rom, der forinden var blevet erklæret for "åben by"
- 5. juni - B-29 Superfortress på sin første militære aktion - målet er Bangkok
- 6. juni – D-dagen og dermed starten på Vesteuropas befrielse indledes i Normandiet
- 9. juni - en sovjetisk offensiv mod den finske front indledes
- 10. juni – landsbyen Oradour-sur-Glane bliver udslettet af SS-enheder. 642 indbyggere myrdes.
- Tivoli's Koncertsal efter Schalburgtagen d. 26. juni 194412. juni – den første V1 bombe affyres af Tyskland mod Storbritannien. Frem til august affyres i alt 2.400. Storbritannien har ikke noget forsvar mod disse raketter.
- 17. juni – Island opsiger ensidigt unionen med Danmark og erklærer sig uafhængig.
- 22. juni – det lykkes sabotagegrupperne BOPA, Holger Danske og Korps Aagesen at sprænge Danmarks eneste våbenfabrik, Riffelsyndikatet (Dansk Industri Syndikat), i luften. 120 mand forklædt som arbejdere bragte 400 kg trotyl forbi 60-70 vagter til fabrikken i Københavns Frihavn. Tyskerne blev rasende og henrettede ved skydning 8 tidligere arresterede sabotører. Fabrikken kom ikke i brug igen under krigen.
- 23. juni - der foretages dansk inspektion i Theresienstadt i den del af KZ-lejren, hvor de danske jøder er interneret. Besøget benyttes efterfølgende af lejrledelsen til propaganda
- 24. juni – den tyske terrorgruppe "Peter-gruppen" ødelægger om aftenen Tivoli, som et modsvar til blandt andet bombningen af Riffelsyndikatet tidligere på måneden. Som vanligt (det var formålet) blev skylden lagt på danske modstandsgrupper. Befolkningen troede dog aldrig på det.
- 25. juni – den tyske Rigsbefuldmægtigede i Danmark, Werner Best, indfører spærretid og mødeforbud mellem kl. 20.00 og 05.00. Det var mere end københavnerne ville finde sig i, og førte snart til Folkestrejken
- 26. juni - 14 medlemmer af Hvidstengruppen stilles for en krigsret, og otte dømmes til døden
- 27. juni - amerikanske tropper befrier Cherbourg efter svære kampe
- 29. juni – otte medlemmer af modstandsgruppen Hvidsten-gruppen henrettes i Ryvangen i København af den tyske besættelsesmagt.

### Juli
- 1. juli – 44 lande deltager i Bretton Woods konferencen, USA for at skabe grundlag for den økomomiske udvikling efter 2. verdenskrig.
- 4. juli - en tysk lægter lastet med ammunition eksploderer på Aarhus Havn. 33 danske arbejdsmænd og 6 tyskere omkommer
- 9. juli - under Fortsættelseskrigen afsluttes Slaget ved Tali-Ihantala, det største slag nogensinde udkæmpet i Norden, med en finsk sejr over den Røde hær
- 20. juli – Attentat på Adolf Hitler i førerhovedkvarteret i Rastenburg
- 31. juli - en japansk convoy på 23 skibe bliver angrebet og sunket af amerikanske ubåde i et såkaldt wolfpack angreb. Angrebet fandt sted i Luzonstrædet
- 31. juli - Sovjetiske tropper erobre Kovono i Litauen

### August
- 1. august - Anne Frank skriver sit sidste notat i sin dagbog
- 1. august - der udbryder oprør mod tyskerne i Warszawa
- 4. august – Anne Frank bliver fundet af Gestapo i sit skjul i Amsterdam
- 12. august - Winston Churchill mødes med Jugoslaviens marskal Tito
- 12. august - en rørledning under Den engelske kanal fra Isle of Wight, "Operation Pluto" ("Pipe Line Under The Ocean") begynder at levere brændstof til de allierede styrker i Europa. Den kan overføre indtil 700 tons brændstof i døgnet
- 12. august - tyske tropper afslutter Wolamassakren i Warszawa, hvor de i løbet af en uge har myrdet mellem 70.000 og 90.000 civile polakker
- 19. august - borgerne i Paris rejser sig med allieret støtte mod den tyske besættelse, og mindre end en uge senere er byen befriet
- 25. august – De tyske besættelsestropper i Paris overgiver sig.
- 26. august – General Charles de Gaulle holder sit indtog i det befriede Paris.

### September
- 1. september - Bernard Law Montgomery udnævnes til feltmarskal
- 4. september – allierede styrker befrier de belgiske byer Antwerpen og Bruxelles
- 4. september - Finland og Sovjetunionen indgår under fortsættelseskrigen aftale om en våbenstilstand
- 8. september – sovjetiske styrker besætter Bulgarien uden at møde modstand.
- 8. september – den forbedrede V2 raket affyres fra området omkring Haag mod London for første gang
- 11. september - Winston Churchill og Franklin Roosevelt mødes i Quebec, Canada
- 13. september - som den første by i Holland bliver Maastricht befriet af allierede styrker
- 17. september - engelske faldskærmssoldater lander ved Arnhem, Holland, under Operation Market Garden. Målet er at sikre de allierede en bro over Rhinen, men operationen, som fortsætter i 10 dage, mislykkes
- 19. september – Deportation af det danske politi. Cirka 2.000 betjente sendes til koncentrationslejren Buchenwald ved Weimar i Tyskland. Kampe på Amalienborg Slotsplads mellem dansk politi og tyske marinere. Palæforvalter kaptajn C.O. Schlichtkrull bliver såret
- 22. september - Vandtårnet ved Ringgadebroen i Århus sprænges i luften
- 25. september - Alexandria-protokollen om arabisk enhed vedtages i Alexandria mellem Irak, Transjordanien, Syrien, Libanon, Egypten, Saudi-Arabien og Yemen
- 26. september - Russiske tropper besætter Estland
- 28. september - Tyskerne sejrer ved Arnhem

### Oktober
- 8. oktober – den tyske terrorgruppe Petergruppen begår et bombeattentat mod Jyllandsekspressen nord for Hobro. 10 blev dræbt og 40 såret
- 9. oktober - Winston Churchill ankommer til Moskva for at tale med Josef Stalin
- 14. oktober - allierede tropper gør landgang på Korfu og britiske tropper indtager Athen
- 18. oktober - Sovjetunionen invaderer Tjekkoslovakiet
- 20. oktober - Anne Frank og hendes søster Margot overføres fra Auschwitz til Belsen, hvor Anne dør i april 1945
- 20. oktober - General MacArthur opfylder sit løfte om at vende tilbage til Filippinerne, da han under slaget om Leyte går i land på øerne. Samme dag indtager de allierede Aachen, den første tyske by på vej mod Berlin
- 20. oktober – Beograd bliver befriet af partisaner og sovjetiske styrker
- 21. oktober - det første kamikaze-angreb finder sted, da den australske krydser HMAS Australia rammes af et japansk fly med en 200 kg bombe ud for øen Leyte
- 26. oktober – de tyske besættelsesmyndigheder rekvirerer alle nye danske cykler og cykler, der er sat til salg.[1]
- 31. oktober – Royal Air Force bomber (med 24 Mosquito-fly) Gestapohovedkvarteret i Århus. Gestapohovedkvarteret blev fuldstændigt ødelagt ved denne præcisionsbombning. De fleste arkiver brændte, og cirka 100 tyskere og nogle få danskere blev dræbt, bl.a. Ellen Rigmor Andersen, f. Nielsen, 43 år, og hendes datter Ellen Margrethe Christensen, 21 år. En yngre datter, Gurli Højgaard Andersen (1935-2007) blev svært skadet i en arm.

### November
- d. 10. november 1944 eksploderer USS Mount Hood i Seadler havn2. november - den tyskvenlige regering i Ungarn flygter
- 4. november - de allierede erklærer Grækenland befriet for de tyske nazister
- 6. november - det lykkedes for første gang at producere plutonium ved Hanford Atomic Facility. Grundstoffet bruges senere i Fat Man atombomben der kastes over Nagasaki
- 9. november – forretningsstrøget Vestergade i Odense ødelægges ved sprængning af den tyske Petergruppen. Denne terrorgruppe havde en forkærlighed for forretningsstrøg i de større danske provinsbyer
- 10. november - eksplosionsulykke på USS Mount Hood i Seadler havn
- 11. november – Den tyske terrorgruppe Petergruppen raserer forretningsgaden Bispensgade i Aalborg ved flere sprængninger.
- 12. november – Det tyske slagskib Tirpitz sænkes.
- 17. november – Med stor koldblodighed stjæler en gruppe sabotører 1.000 maskinpistoler fra Hærens Geværfabrik på Amager, og bringer dem væk i lastbiler. De undslap tyskerne efter at Langebro gik op bag dem
- 27. november - Rigel-katastrofen
- 28. november – De første allierede forsyninger når frem til Antwerpen ad søvejen.

### December
- 3. december - Den græske borgerkrig bryder ud i det nyligt befriede Grækenland mellem græske royalister og kommunistiske guerillaer
- 16. december – den tyske Ardenneroffensiv mislykkes
- 17. december - Malmédy-massakren: SS-soldater forsøger at dræbes op mod 120 amerikanske krigsfanger under Ardenneroffensiven
- 18. december - Fonden bag Cavlingprisen indstiftes
- 19. december - ØK’s hovedkontor i København bliver ramt af Schalburgtage - tysk kontrasabotage

## Begivenheder øvrige
- 2. maj – En nyudviklet nødration til skibbrudne, bestående udelukkende af tabletter, præsenteres af den amerikanske flådes forskningsinstitut.
- 8. juni – Howard Walter Florey meddeler, at man i USA og Storbritannien har gjort forsøg med kunstig fremstilling af penicillin.
- 17. juni – Efter en folkeafstemning proklameres Republikken Island. Island havde dermed ophævet Forbundsloven, og gjort sig selv selvstændig. Dagen fejres i Island som nationaldag.
- 7. august – Howard Hathaway Aiken tager Mark I i anvendelse på Harvard Universitet. Mark I blev forløberen for de senere EDB-anlæg.
- 25. september – Alexandria-protokollen om arabisk enhed vedtages i Alexandria mellem Irak, Transjordanien, Syrien, Libanon, Ægypten, Saudi Arabien og Yemen.
- 18. december – Fonden bag Cavlingprisen indstiftes.

## Født

### Januar
- 1. januar – Daimi Gentle, dansk sangerinde.
- 1. januar – Omar al-Bashir, sudanesisk feltmarskal og politiker, Sudans 7. præsident.
- 2. januar -  Péter Eötvös, ungarsk komponist og dirigent (død 2024)
- 8. januar – Terry Brooks, amerikansk forfatter
- 9. januar – Jimmy Page, engelsk bluesrock-guitarist.
- 10. januar – Helle Ryslinge, dansk filminstruktør.
- 12. januar – Joe Frazier, amerikansk sværvægtsbokser (død 2011).
- 12. januar – Viktoria Postnikova, russisk pianist.
- 13. januar – Lene Adler Petersen, dansk billedkunstner.
- 17. januar – Jan Guillou, svensk forfatter og journalist.
- 20. januar – Verner Bramsen, dansk jazzmusiker.
- 23. januar – Rutger Hauer, hollandsk skuespiller (død 2019).
- 29. januar – Andrew Loog Oldham, engelsk pladeproducer og manager.

### Februar
- 1. februar – Aage Haugland, dansk operasanger (død 2000).
- 11. februar – Per Vadmand, dansk forfatter og oversætter.
- 13. februar – Stockard Channing, amerikansk skuespiller.
- 14. februar – Peter Lautrop, dansk tegner (død 2019).
- 14. februar – Alan Parker, britisk filminstruktør (død 2020).
- 16. februar – Ole Thisted, dansk journalist.
- 21. februar – Hans Gammeltoft-Hansen, dansk folketingsombudsmand og jurist.
- 22. februar – Benny Hansen, dansk skuespiller (død 1998).
- 22. februar – Jonathan Demme, amerikansk filminstruktør (død 2017).
- 23. februar – John Sandford, amerikansk journalist og spændingsforfatter.
- 26. februar − Peter Lindroos, finsk operasanger (død 2003).
- 28. februar − Sepp Maier, tysk fodboldspiller.

### Marts
- 1. marts – Roger Daltrey, engelsk sanger.
- 1. marts – Tróndur Patursson, færøsk maler og billedhugger.
- 2. marts – Leif Segerstam, dansk komponist og dirigent.
- 2. marts – Poul Jørgensen, dansk kemiker.
- 5. marts – Peter Brandes dansk billedkunstner (død 2025).
- 6. marts – Kiri Te Kanawa, newzealandsk sopran.
- 7. marts – Carsten Henningsen, dansk jazzmusiker.
- 18. marts - Evald Krog, dansk landsformand for Muskelsvindfonden.
- 24. marts - R. Lee Ermey, amerikansk skuespiller (død 2018).
- 26. marts – Diana Ross, amerikansk sangerinde (The Supremes).

### April
- 4. april – Craig T. Nelson, amerikansk skuespiller.
- 7. april – Gerhard Schröder, tysk kansler.
- 11. april – Joen Bille, dansk skuespiller og instruktør.
- 11. april – Mogens Berendt, dansk journalist.
- 12. april – Lisbeth Schlüter, dansk jurist og statsministerfrue (død 1988).
- 14. april – Nguyễn Phú Trọng, vietnamesisk præsident (død 2024).
- 22. april - Kurt Dreyer, dansk skuespiller.
- 24. april – Niels Steen Gundestrup, dansk polarforsker (død 2002).
- 27. april – Thomas Koppel, dansk komponist (død 2006).
- 29. april – Prinsesse Benedikte, dansk prinsesse.
- 30. april – Jill Clayburgh, amerikansk skuespiller (død 2010).

### Maj
- 5. maj – John Rhys-Davies, walisisk skuespiller.
- 14. maj – George Lucas, amerikansk filminstruktør.
- 15. maj – Ulla Terkelsen, dansk udenrigskorrespondent.
- 16. maj – Danny Trejo, amerikansk skuespiller.
- 19. maj – Peter Mayhew, engelsk-amerikansk skuespiller (død 2019).
- 20. maj – Joe Cocker, engelsk sanger (død 2014).
- 21. maj – Mary Robinson, irsk præsident.
- 25. maj – Peter Parbo, dansk erhvervsleder.
- 25. maj – Frank Oz, engelsk-amerikansk dukkefører og instruktør.
- 28. maj – Rudy Giuliani, amerikansk borgmester.

### Juni
- 4. juni – Eddie Skoller, dansk entertainer (død 2023).
- 9. juni – Frans Rasmussen, dansk dirigent (død 2020).
- 11. juni – Stig Husted-Andersen, dansk erhvervsmand og rigmand (død 2008).
- 18. juni – Salvador Sánchez Cerén, salvadoransk politiker.
- 21. juni – Ray Davies, engelsk sanger og sangskriver (The Kinks).
- 22. juni – Charlotte Neergaard, dansk skuespiller (død 1999).
- 24. juni – Jeff Beck (Geoffrey Arnold Beck), engelsk guitarist og sanger.

### Juli
- 13. juli - Ernő Rubik opfinder af rubiks-kuben
- 16. juli - Preben Boye, dansk maler og billedhugger (død 2014)

### August
- 6. august – Orson Nielsen, dansk journalist (død 1997).
- 10. august – Henrik Topsøe, dansk kemiker, civilingeniør og bestyrelsesformand i kemivirksomheden Haldor Topsøe. (død 2019).
- 11. august – Ian McDiarmid, skotsk skuespiller.
- 15. august – Hans Christian Bjerg, dansk historiker og overarkivar
- 20. august – Poul-Henrik Trampe, dansk forfatter (død 1982).
- 21. august – Peter Weir, australsk filminstruktør.

### September
- 4. september – Anthony Atkinson, britisk økonomom (død 2017).
- 5. september – Sven Hillebrandt, dansk radiovært (død 2001).
- 12. september – Barry White, amerikansk producer og sanger (død 2003).
- 13. september – Peter Cetera, sanger og sangskriver.
- 23. september – Eric Bogle, skotsk-australsk folkemusiker.
- 25. september – Michael Douglas, amerikansk skuespiller.
- 28. september – Miloš Zeman, tjekkisk præsident.
- 29. september – Torben Jensen, dansk skuespiller (død 2018).

### Oktober
- 5. oktober – Nils Malmros, dansk filminstruktør.
- 8. oktober – Claus Bjørn, dansk historiker (død 2005).
- 14. oktober – Udo Kier, tysk skuespiller.
- 16. oktober – Patsy Watchorn, irsk musiker fra Dublin City Ramblers og The Dubliners.
- 19. oktober – Karl Vilhelm Nielsen, formand for Dansk Handicap Idræts-Forbund.
- 26. oktober – Jim McCann, irsk sanger og guitarist fra The Dubliners (død 2015).
- 29. oktober – Vita Andersen, dansk forfatterinde (død 2021).
- 29. oktober — Denny Laine, engelsk rockmusiker (død 2023).
- 31. oktober – Kirsten Vaupel, dansk sangerinde.

### November
- 7. november – Luigi Riva, italiensk fodboldspiller.
- 13. november – Jesper Klein, dansk skuespiller (død 2011).
- 14. november - Niels la Cour, dansk komponist.
- 17. november – Danny DeVito, amerikansk skuespiller.
- 18. november – Suzanne Brøgger, dansk forfatter.
- 27. november – Søren Strømberg, dansk skuespiller og musiker (død 2001).
- 28. november – Britta Lillesøe, dansk skuespillerinde.

### December
- 3. december – Ralph McTell, engelsk sanger.
- 5. december – Jeroen Krabbé, hollandsk skuespiller.
- 9. december – Neil Innes, britisk komiker og musiker.
- 11. december – Teri Garr, amerikansk skuespillerinde og sangerinde.
- 17. december – Bernard Hill, engelsk skuespiller (død 2024).
- 23. december – Wesley Clark, amerikansk militærmand.
- 24. december – Litten Hansen, dansk skuespillerinde og instruktør.
- 25. december – Jairzinho, brasiliansk fodboldspiller.
- 28. december – Kary Mullis, amerikansk biokemiker (død 2019).

## Dødsfald

### Januar
- 3. januar – Aage Hertel, dansk skuespiller (født 1873).
- 4. januar – Kaj Munk, dansk digter (født 1898). – henrettet af Gestapo.
- 23. januar – Edvard Munch, norsk maler (født 1863).

### Februar
- 2. februar – Johanne Stockmarr, dansk hofpianist (født 1869).
- 16. februar – Henri Nathansen, dansk forfatter (født 1868).
- 29. februar – Pehr Evind Svinhufvud, præsident af Finland (født 1861).

### Marts
- 1. marts – Carl Max Klitgaard, dansk assurandør, proprietær og nazist, likvideret (født 1892)
- 4. marts – Louis "Lepke" Buchalter, amerikansk gangster (født 1897).
- 5. marts – Rudolf Harbig, tysk verdensrekordløber falder under kampene ved Kijev (født 1913).
- 24. marts – Orde Wingate, britisk general (født 1903).

### April
- 20. april – M.P. Friis, dansk politiker og statsminister (født 1857).
- 27. april - Svend Otto Nielsen, dansk matematiklærer (født 1908) - henrettet i Ryvangen.

### Maj
- 8. maj – Otto Lagoni, dansk skuespiller (født 1865).
- 13. maj – Valdemar Schmidt, dansk arkitekt (født 1864).
- 21. maj – René Daumal, fransk forfatter og digter (født 1908).
- 26. maj – Svend Paludan-Müller, dansk oberst og modstandsmand (født 1885). – myrdet
- 27. maj – Carl F. Madsen, dansk politiker og fagforeningsmand (født 1862).
- 30. maj - Marie Mørk, dansk skolebestyrer (født 1861).

### Juni
- 5. juni – Jákup Dahl, færøsk teolog (født 1878).
- 23. juni – Christian Ulrik Hansen, dansk modstandsmand (født 1921) – henrettet.
- 29. juni – Marius Fiil, dansk kroejer og modstandsmand (født 1893). – henrettet

### Juli
- 12. juli – Theodore Roosevelt, Jr., amerikansk general (født 1887).
- 31. juli – Antoine de Saint-Exupéry, fransk forfatter (Den lille prins) (født 1900).

### August
- 29. august – Morten Nielsen, dansk digter og modstandsmand (født 1922).

### September
- 10. september – Antonio Costa, kristen munk og italiensk præst (født 1898).
- 18. september – Richard Christensen, dansk skuespiller (født 1887).

### Oktober
- 14. oktober – Erwin Rommel, tysk feltmarskal (født 1891).
- 15. oktober – Jørgen Haagen Schmith, dansk modstandsmand (Citronen) (født 1910). – myrdet
- 18. oktober – Bent Faurschou-Hviid, dansk modstandsmand (Flammen) (født 1921). – selvmord
- 21. oktober - Hilma af Klint, svensk kunstner, antroposof (født 1862).
- 23. oktober – Charles Glover Barkla, engelsk fysiker og nobelprismodtager (født 1877).

### November
- 2. november - Johan Havemann, dansk købmand og direktør (født 1870). - myrdet
- 5. november – Alexis Carrel, fransk læge og nobelprismodtager (født 1873).
- 6. november – August Mentz, dansk botaniker og naturfredningspionér (født 1867).
- 13. november – Carl Lampert, østrigsk præst (født 1894).
- 24. november – Lis Smed, dansk skuespiller (født 1914).
- 30. november – Povl Stegmann, dansk arkitekt (født 1888). – myrdet

### December
- 13. december – Wassily Kandinsky, russisk-fransk kunstner (født 1866).
- 15. december – Glenn Miller, amerikansk orkesterleder og musiker (født 1904). – flyulykke.
- 23. december – Peder Lykkeberg, dansk fabrikant, svømmer og grundlægger (født 1878).
- 25. december – Jørgen Staffeldt, dansk direktør og modstandsmand (født 1912).
- 27. december – Thomas C. Larsen, dansk politiker og minister (født 1854).
- 30. december – Romain Rolland, fransk forfatter og nobelprismodtager (født 1866).

## Nobelprisen
- Fysik – Isidor Isaac Rabi
- Kemi – Otto Hahn
- Medicin – Joseph Erlanger, Herbert Spencer Gasser
- Litteratur – Johannes V. Jensen
- Fred – Det Internationale Røde Kors (tildelt efterfølgende i 1945)

## Musik
- 3. december - Frank Sinatra indspiller i Columbia Records studier sangen ”Old Man River”

## Sport
- 12. februar – William Smith sætter ny verdensrekord i 200 meter crawl (svømning) i tiden 2:06,2.
- 13. april – Alan Ford sætter ny verdensrekord i 100 meter crawl i tiden 55,9 sekunder.
- 23. april – Gisela Grass forbedrer sin tidligere verdensrekord i 100 meter brystsvømning med tiden 1:19,4.
- 30. april – Vinder af det årlige Ermelundsløb bliver Alf Olesen, KIF, i tiden 18:21 minutter.
- 30. maj – BK Frem bliver danske mestre i fodbold ved at slå AB i finalen med 4-2.
- 7. juli – Gunder Hägg sætter verdensrekord i 1.500 meter løb med tiden 3:43,0 minutter.
- 2. august – Cykelrytteren Christian Pedersen sætter 12 verdensrekorder i banecykling i løbet af 12 timer på Ordrupbanen i København.
- 4. august – Cykelrytterne Svend Thøfner og Poul Brask sætter ny verdensrekord i 500 m på tandem med fast start: 34,20 sek.
- 14. august – Nina Dumbadse sætter ny verdensrekord i diskoskast med en længde på 49,88 meter.
- 25. august – Viljo Heino sætter ny verdensrekord i 10.000 meter løb med tiden 29:35,4 minutter.

## Film
- 23. januar – Den danske film Biskoppen instrueret af Emanuel Gregers og med Ib Schønberg i hovedrollen har premiere.
- 23. september – Den amerikanske film Arsenik og gamle kniplinger instrueret af Frank Capra og med Gary Grant i hovedrollen har premiere.
- 15. december – Helmut Käutners film Grosse Freiheit, som er forbudt i Tyskland, har premiere i Prag.
- Bedstemor går amok, dansk film.
- Besættelse, dansk film.
- Biskoppen, dansk film. (Se under 23. januar).
- De tre skolekammerater, dansk film.
- Det bødes der for, dansk film.
- Det kære København, dansk film.
- Det store ansvar, dansk film.
- Elly Petersen, dansk film.
- Familien Gelinde, dansk film.
- Frihed, lighed og Louise, dansk film.
- Guds mærkelige veje, dansk film.
- Lev livet let, dansk film.
- Mit liv er musik, dansk film.
- Mordets melodi, dansk film.
- Otte akkorder, dansk film.
- Spurve under taget, dansk film.
- Teatertosset, dansk film.
- To som elsker hinanden, dansk film.

## Øvrig kunst
- 18. marts – I Schweiz bliver udstillingen i Basel Konkret kunst årets vigtigste kunstbegivenhed.
- 26. december – Tennessee Williams har sin første store teatersucces med stykket  Glasmenageriet opført på Civic Theatre i Chicago.